# Cardiocrinum cordatum
Cardiocrinum cordatum es una especie de plantas del noreste de Asia en la familia de los lirios. Es originaria de Japón y de ciertas islas rusas en el Mar de Ojotsk (la isla de Sajalín e islas Kuriles).
Debido a sus flores grandes y llamativas, Cardiocrinum cordatum a veces se cultiva como ornamental en regiones fuera de su área de distribución nativa, aunque no con tanta frecuencia como el Cardiocrinum giganteum.
Según los informes, la planta se ha naturalizado en el estado de Maryland, en el este de los Estados Unidos.